# Лапот
Лапот је легендарна пракса сеницида међу Власима данашње источне Србије, тј. убијање родитеља или старијих чланова породице, онда када њихово издржавање постане превелики терет за породицу.
Према Т. Р. Ђорђевићу, који је 1918. писао о источноj висоравни Србије, у Зајечарском крају, убијање је извршено секиром или мотком, а цело село је било позвано да присуствује. На неким местима је жртви стављана кукурузна каша на главу како би изгледало као да је убица кукуруз, а не породица.

## Порекло
Ђорђевић сугерише да је ова легенда можда настала у причама о римској окупацији локалних утврђења.
Римљани су били веома ратоборни људи. Њихов вођа је наредио да сви носиоци тврђаве до четрдесет година буду активни борци, од четрдесет до педесет да буду чувари тврђаве, а после педесет да се побију, јер немају војну вредност. Од тог периода старци су убијани.
Антрополог Сенка Ковач у једној студији о старењу помиње да се у Источној Србији именом “лапот” назива обичај убијања старих.

## Мит или стварност
У студији објављеној 1999. године Бојан Јовановић тврди да су претходни антрополози попут Тројановића, Ђорђевића и Чајкановића помешали мит са стварношћу и да је добро позната прича о унуку који је сакрио свог деду да би га заштитио од лапота после лоше жетве, враћајући га потом у село где је мудрост старог човека помогла да се преживи, служила управо као основа за утемељење мишљења да стари људи треба да буду поштовани због свог знања и због мудрих савета.

## У популарној култури
Овај обичај је био тема документарне ТВ драме „Легенда о Лапоту” Горана Паскаљевића, у коме после лоше жетве старији човек бива ритуално убијен пошто не може више да ради.
Роман “Лапот” из 1992. године је добио НИН-ову награду. 2004. године италијанска агенција АНСА известила је из Београда да је покушај српске владе да усвоји закон који ограничава бесплатно дељење лекова грађанима преко 60 година старости, окарактерисан као покушај лапота од стране српских медија.